# Al Ybarra
Alfred Ybarra (* 11. Dezember 1906 in Mexiko; † 18. Mai 1986 in Burbank, Kalifornien, Vereinigte Staaten) war ein mexikanischstämmiger Maler, Architekt und Filmarchitekt mit 32 Jahre umfassender Karriere in Hollywood.

## Leben und Wirken
Alfred Ybarra begann seine berufliche Laufbahn als Zeichner in einem Architekturbüro und wirkte in diesen Funktion in Mexiko-Stadt und mehreren amerikanischen Städten. Seine Gemälde wurden u. a. von dem damaligen Staatspräsidenten Mexikos gekauft. In New York City war er an der Entstehung des Empire State Buildings beteiligt.
In Hollywood begann er als Zeichner (zuletzt 1943 bei Als du Abschied nahmst), ehe er 1943 zum Chefarchitekten berufen wurde. 1947 rückte er mit seinen in der mexikanischen Heimat gestalteten Entwürfen zu John Fords Befehl des Gewissens in die A-Liga der amerikanischen Szenenbildner auf. Anschließend war er zwölf Jahre lang für John Waynes Produktionsgesellschaft Batjac tätig. Zu seinen bekanntesten Arbeiten gehören nicht nur Wayne-Klassiker wie das Flugzeugdrama Es wird immer wieder Tag und der Durchhaltewestern Alamo, sondern auch anderer bekannter Regisseure Arbeiten wie der ebenfalls in Mexiko spielende Revolutionswestern Vera Cruz (von Robert Aldrich) und Sierra Charriba (von Sam Peckinpah). Ybarra gestaltete aber auch Bauten zu gänzlich anderen Filmgenres wie beispielsweise zu der Jules-Verne-Verfilmung Fünf Wochen im Ballon und zu dem in der Maya-Kultur spielenden Drama Könige der Sonne.
Mit dem Ausklang der 1960er Jahre beendete Ybarra seine Karriere und zog sich auf sein Altenteil zurück.

## Filmografie
- 1944: Goin’ to Town
- 1944: Three is a Family
- 1945: Music in the Sky
- 1947: Befehl des Gewissens (The Fugitive)
- 1948: Abenteuer auf Sizilien (Adventures of Casanova)
- 1948: Sofia
- 1949: Borderline
- 1949: One Way Street
- 1950: The Bullfighter and the Lady
- 1952: The Fabulous Senorita
- 1952: Bal Tabarin
- 1952: Marihuana (Big Jim McLain)
- 1953: Das geheimnisvolle Testament (Plunder of the Sun)
- 1953: Wilde Glut (Blowing Wild)
- 1953: Man nennt mich Hondo (Hondo)
- 1954: Es wird immer wieder Tag (The High and the Mighty)
- 1954: Vera Cruz
- 1954: Spur in den Bergen (Track of the Cat)
- 1955: Der gelbe Strom (Blood Alley)
- 1956: Der Sonne entgegen (Run for the Sun)
- 1956: Gun the Man Down
- 1957: Die Stadt der Verlorenen (Legend of the Lost)
- 1957: Quantez, die tote Stadt (Quantez)
- 1958: Sturm über Eden (Raw Wind in Eden)
- 1958: Patrouille westwärts (Escort West)
- 1960: Alamo (The Alamo)
- 1961: Teufelskerle in Fernost (Marines Let’s Go)
- 1961: Die Comancheros (The Comancheros)
- 1962: Fünf Wochen im Ballon (Five Weeks in a Balloon)
- 1963: Könige der Sonne (Kings of the Sun)
- 1964: Sierra Charriba (Major Dundee)
- 1965: Rancho River (The Rare Breed)
- 1966: Sturm auf Höhe 404 (The Young Warriors)
- 1967: Die fünf Geächteten (Hour of the Gun)
- 1967: Die Schurken vom Bolivar (The Pink Jungle)
- 1969: Das Gold der Madonna (Desperate Mission)